# Радиус

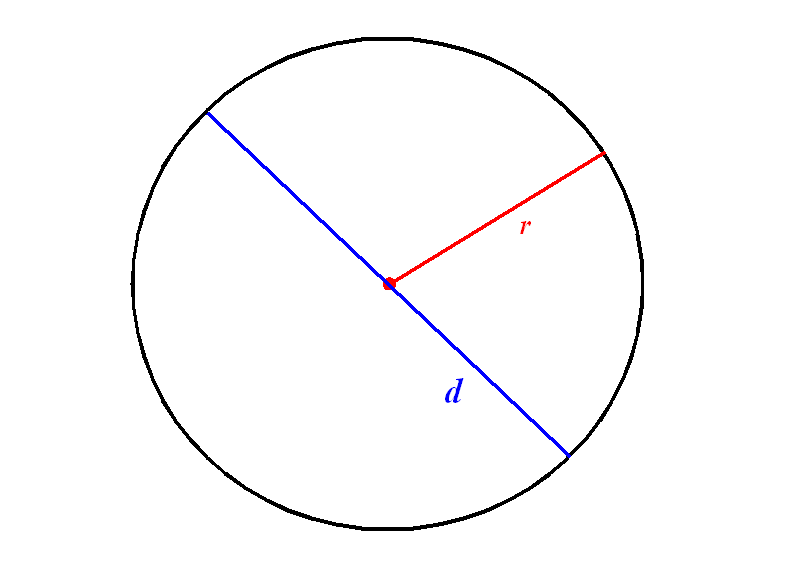
Радиус окружности обозначен красным цветом

Ра́диус (лат. radius — спица колеса, луч) — отрезок, соединяющий центр окружности (или сферы) с любой точкой, лежащей на окружности (или сфере), а также длина этого отрезка.
Термин впервые встречается в 1569 году у французского учёного Пьера Ромуса, несколько позже у Франсуа Виета, но общепринятым стал лишь в конце XVII века.
Радиус составляет половину диаметра. Радиус, проведённый в точку окружности (или сферы), перпендикулярен касательной к окружности (касательной плоскости к сфере) в этой точке. Радиус, перпендикулярный хорде, делит её на две равные части.
Два радиуса образуют центральный угол.
Радиус кривизны кривой — радиус окружности, имеющей с этой кривой касание второго порядка.

## Метрическая геометрия
Понятие обобщается в метрической геометрии: радиусом множества {\displaystyle M}, лежащего в метрическом пространстве с метрикой {\displaystyle \rho }, называется величина:
{\displaystyle (\sup _{x,y\in M}\rho (x,y))/2}.
Например, радиус {\displaystyle n}-размерного гиперкуба со стороной {\displaystyle s}:
{\displaystyle r={\frac {s}{2}}{\sqrt {n}}}.